# Éducation en Nouvelle-Écosse
 (mai 2023).
Si vous disposez d'ouvrages ou d'articles de référence ou si vous connaissez des sites web de qualité traitant du thème abordé ici, merci de compléter l'article en donnant les références utiles à sa vérifiabilité et en les liant à la section « Notes et références ».
Cet article traite de l'éducation en Nouvelle-Écosse.

## Historique
Les Acadiens furent déportés en 1755 de Port Royal, maintenant Annapolis Royal, Nouvelle-Écosse. Neuf années plus tard, en 1764, ils ont reçu la permission de revenir en Nouvelle-Écosse sous condition qu’ils prêtent le serment d’allégeance et qu’ils s'établissent en petits groupes dans des lieux isolés de la colonie britannique.
L’assemblé législative a voté deux lois en 1758 et 1766 pour dire que l’anglicanisme serait la religion officielle de la Nouvelle-Écosse et prend le contrôle de l’éducation par le biais de son agence, The Society for the Propagation of the Gospel in Foreign Parts, qui recrute les enseignants et subventionnent les écoles. Ce n’est qu’en 1786 que les catholiques, religion majoritaire des Acadiens, auront le droit d’établir des écoles, à condition qu’ils ne recrutent pas des élèves âgés de moins de 14 ans.
À la fin du XVIIIe siècle, l’arrivée des Plantes et des loyalistes brise le monopole de la religion anglicane. La réannexion de l’île du Cap-Breton à la Nouvelle-Écosse en 1820 apporte des conséquences importantes à la scène politique. Vu que la grande majorité des colons du Cap-Breton sont des catholiques, le gouvernement est obligé de leur accorder des postes publiques.
La loi scolaire de 1826 fait que la Nouvelle-Écosse fut divisée en plusieurs districts scolaires, environ deux par comté. Pourtant, vu que les Acadiens étaient des minorités dans tous les districts, à l’exception de Richmond, leur influence administrative était limitée.
L’École normale (Provincial Normal School) à Truro fut créée pour la formation des enseignants de la province de la Nouvelle-Écosse. Cette école accepte trois types d’étudiants : ceux qui sont choisis au niveau local par les conseils de commissaires d’école ; ceux choisis par le directeur de l’école et les enseignants ayant déjà un brevet et de l’expérience.
En 1861, les catholiques forment environ un tiers (33 %) de la population de la Nouvelle-Écosse. Toutefois, les rapports du superintendant montrent que les catholiques fréquentent très peu l’école normale et les Acadiens encore moins. En 1864, le gouvernement provincial de la Nouvelle-Écosse adopte la loi Tupper qui fait de l’anglais la seule langue d’enseignement dans la province. Cette loi instaurait un enseignement unilingue anglais et non confessionnel, tout en supprimant toute subvention aux écoles catholiques et francophones.
Ce n’est qu’en 1968 avec la création de la Fédération acadienne de la Nouvelle-Écosse (FANE) qu’apparut un mouvement francophone dans la Nouvelle-Écosse où la FANE demande l'augmentation des radiodiffusions et télédiffusions des programmes scolaires francophones de la province. 
Grâce au projet de loi 65, une modification de The Education Act, les premières écoles acadiennes furent créées. La loi 65 consacre le « droit pour sa minorité francophone à l'enseignement en français. Cet enseignement se fera dans les écoles désignées acadiennes par le ministre de l'Éducation à la demande des commissions scolaires ». En 1982, la création de la Charte des droits et libertés canadiens garantit les droits scolaires et linguistiques aux minorités francophones du Canada dans l’article 23.
Entre les années 1988 et 1991, plusieurs écoles francophones apparaissent à Halifax, Sydney et Greenwood avant qu’en 1995 le Conseil scolaire acadien provincial soit créé. En 2001, le CSAP compte 22 écoles qui sont fréquentées par plus de 4 800 élèves d’origines francophones. En 2021, le CSAP compte plus de 6 000 élèves d’origines francophones et 19 sites de prématernelle.